# Retiarius

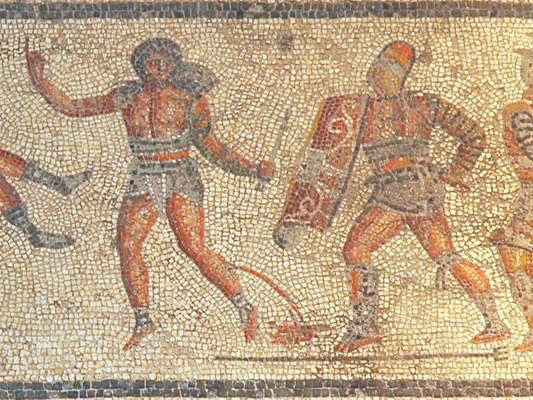
Darstellung eines Kampfs zwischen einem retiarius (links) gegen einen secutor (rechts) (Mosaik aus Leptis Magna, ca. 80–100 v. Chr.)

Der retiarius (lat. „Netzkämpfer“) war ein leichtbewaffneter römischer Gladiator. Er wurde auch als iaculator (lat. „Werfer“) oder aequoreus (lat. „zum Meer gehörig“) bezeichnet.
Zu weiteren Gladiatorentypen siehe Gladiatorengattungen.

## Ausrüstung und Bewaffnung
Die Ausrüstung und Bewaffnung des Retiarius hatte im Gegensatz zu den anderen Gladiatorengattungen keine Ähnlichkeit mit militärischen Vorbildern. Sie erinnert vielmehr an Hochseefischerei. Der retiarius war nur leicht bewaffnet. Er trug einen Dreizack (tridens oder fuscina), ein Wurfnetz (rete) und ein geradklingiges Kurzschwert oder einen Dolch. Sein einziger Schutz war ein Hand- und Armschutz am linken Arm (manica) mit einem Metallschild (galerus) an der Schulter. Bekleidet war er mit einem Lendenschurz (subligaculum) und einem Gürtel (balteus oder cingulum).
Dreizack
Der Dreizack war die Hauptwaffe des Retiarius. Das Design ist immer eckig und besitzt eine unverzierte, gerade Querstange. Der Schaft ist auf den meisten Darstellungen etwas länger als der Kämpfer groß. Lediglich ein einzelner als Gladiatorenwaffe identifizierter Fund existiert (Zaghreb, Kroatien – undatiert). Oft werden Funde falsch als Gladiatorendreizack zugeordnet. Alle Funde mit ungleichen Spitzen und zusätzlichen Querstangen wurden als Bannerspitzen der römischen Legion identifiziert, Funde mit Widerhaken an den Spitzen und runder Querstange als Dreizacke aus der Fischerei.
(Wurf-)Netz
Der Retiarius nutzte ein geknüpftes, am Rand durch dickeres Seil oder Bleigewichte beschwertes Netz mit einem Durchmesser von etwa 3 Metern. Das Netz konnte eckig oder rund sein. Teils wurde er aufgrund des geworfenen Netzes auch „Iaculator“ (Werfer) genannt.
Sonderwaffe Vierzack-Dolch
Ein Grabrelief (Grabrelief des Skirtos Tomis, Rumänien 200–250 n. Chr.) sowie Wundspuren an einem Oberschenkelknochen aus dem Gladiatorengrab in Ephesos deuten auf eine Nahkampfwaffe mit vier Spitzen hin, welche zusätzlich zum Gladius eingesetzt wurde. Es sind bisher keine weiteren Quellen bekannt und genaue Schlüsse zum Einsatz dieser Waffe können nicht gezogen werden.
Tunica (selten)
Juvenal und andere erwähnen als Retiarius tunicata kämpfende Auctoratii (Nicht-Sklaven, freiwillig kämpfend). Einzelne Abbildungen zeigen ebenfalls Retiarier in Tunika. Die Hintergründe hierfür sind bisher unklar. Eventuell verhüllten als Retiarius kämpfende Adlige derart ihren Körper.

## Ursprung
Der genaue Ursprung des Retiarius ist nicht bekannt. Es gibt zurzeit drei Thesen.
1. Naumachie. Naumachien waren nachgestellte Seeschlachten. Die genaue Ausrüstung der Kämpfer ist unbekannt, die Verwendung von Dreizacken wäre aber denkbar. Möglicherweise war dies so beliebt, dass daraus eine eigene Armatur entwickelt wurde. Primärquellen gibt es für diese These nicht.
2. Nachspielung des Duells von Pittakos gegen Phrynon. Im Jahr 606 v. Chr. kämpfte Pittakos, einer der sieben griechischen Weisen, als Heerführer der Mytilener gegen Phrynon von Athen. Stellvertretend für eine Feldschlacht wurde ein Duell gefochten in dem Pittakos seinen Gegner mit einem Netz einfing und dann tötete.[6] Die Details zum Kampf variieren. Das Netz war mal hinter einem Schild versteckt,[7] mal kämpfte er mit Netz, Dreizack und Schwert. Den Römern war diese Geschichte bekannt und vielleicht inspirierte sie die Ausrüstung des Retiarius. Es sind nur sekundäre Textquellen bekannt, keine Abbildungen.
3. Pontiarius. 332 v. Chr. belagerte und eroberte Alexander der Große die auf einer Insel gelegene, phönizische  Hafenstadt Tyros. Während der Belagerung mussten die Makedonen einen schmalen Damm errichten und wurden von den Verteidigern mit Netzen und Dreizacken von den Stadtmauern herab attackiert. Der Kampf um einen Pons, eine erhöhte Brücke, könnte dieses wichtige historische Ereignis, welches den Römern bekannt war, nachgestellt haben.[8]

Die erste Darstellung ist der Chrysippus-Kelch, gefunden in Lyon, Frankreich und auf das Jahr 30 v. Chr. datiert. Dieses früheste Bildnis zeigt Kämpfer mit klar militärisch inspirierter Ausrüstung. Er trägt einen attisch-böotischen Helm, ein Kettenhemd und Beinschienen. Ein Seil erlaubt es ihm, den geworfenen Dreizack wieder einzuholen. All dies entspricht am ehesten einer schauspielerischen Darstellung der Belagerung als einem ausgeglichenen Sportkampf.

## Gegner
Der Retiarius kämpfte zunächst gegen den Murmillo und seltener gegen den Essedarius. Ab Mitte des 1. Jahrhunderts n. Chr. spezialisierte er sich jedoch auf den Secutor als Gegner. Vereinzelt gab es auch Kämpfe gegen den Scissor.

Retiarius gegen Secutor
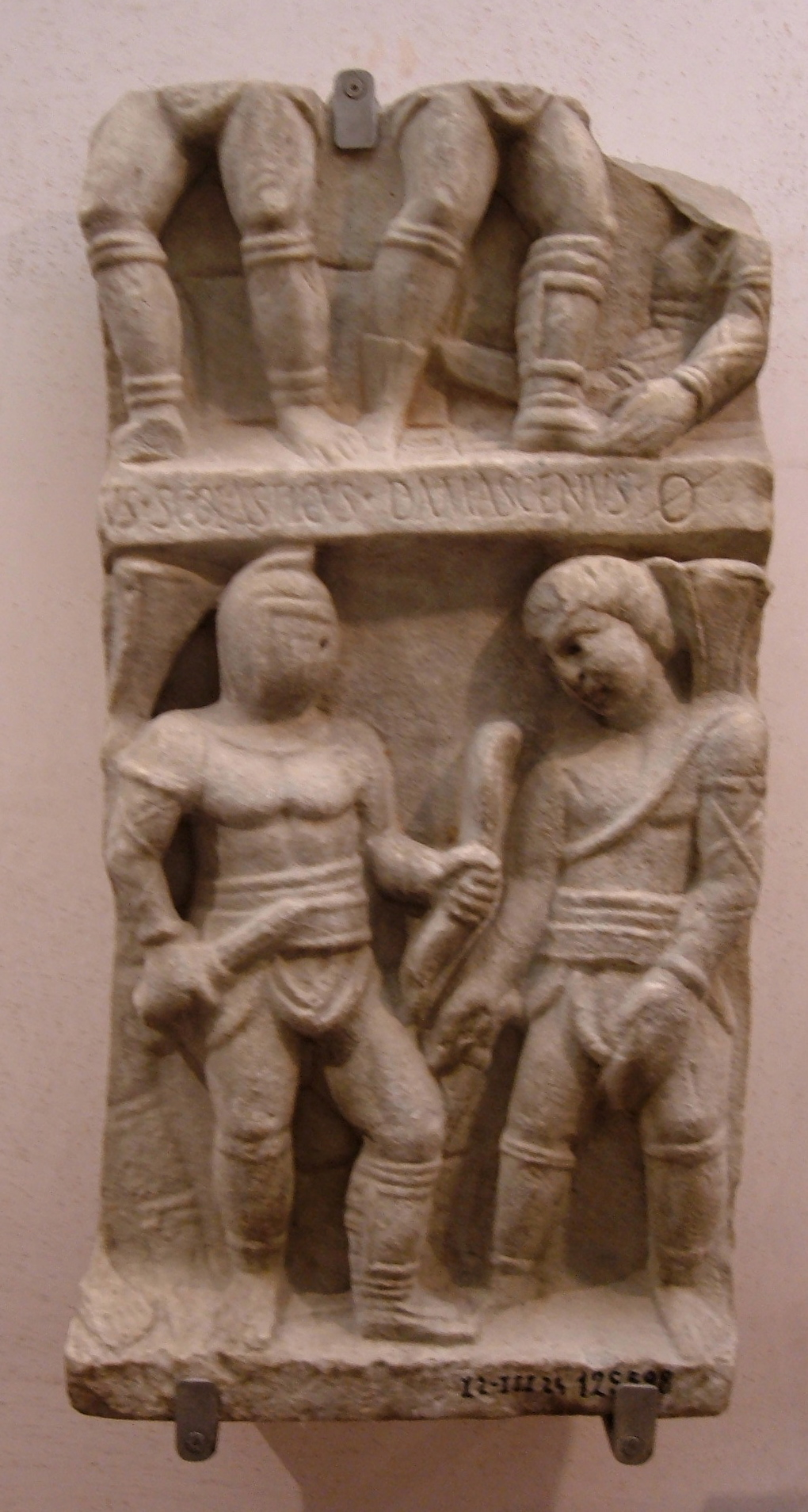
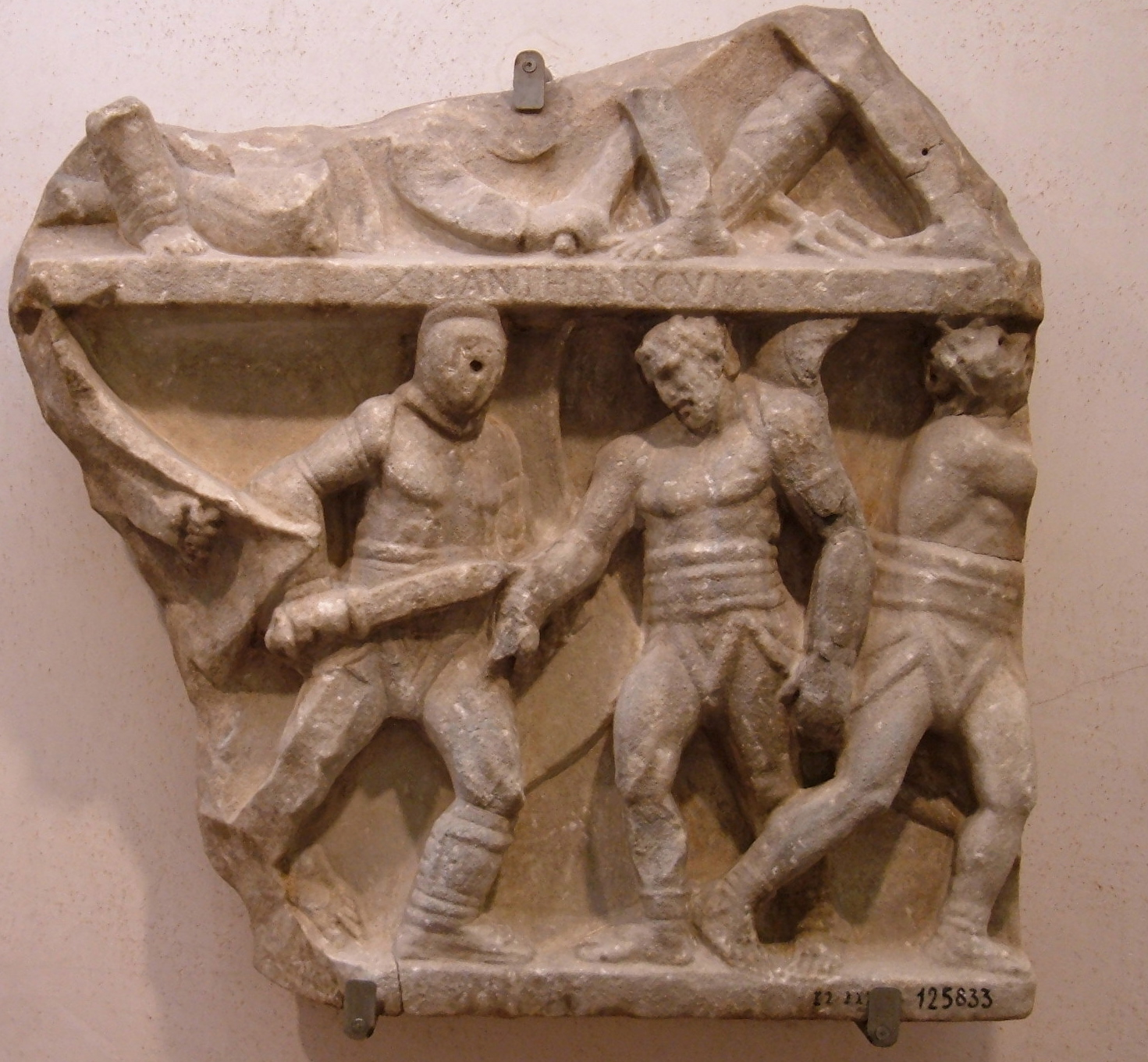

Retiarius gegen secutor bzw. scissor, Nachstellung in Carnuntum
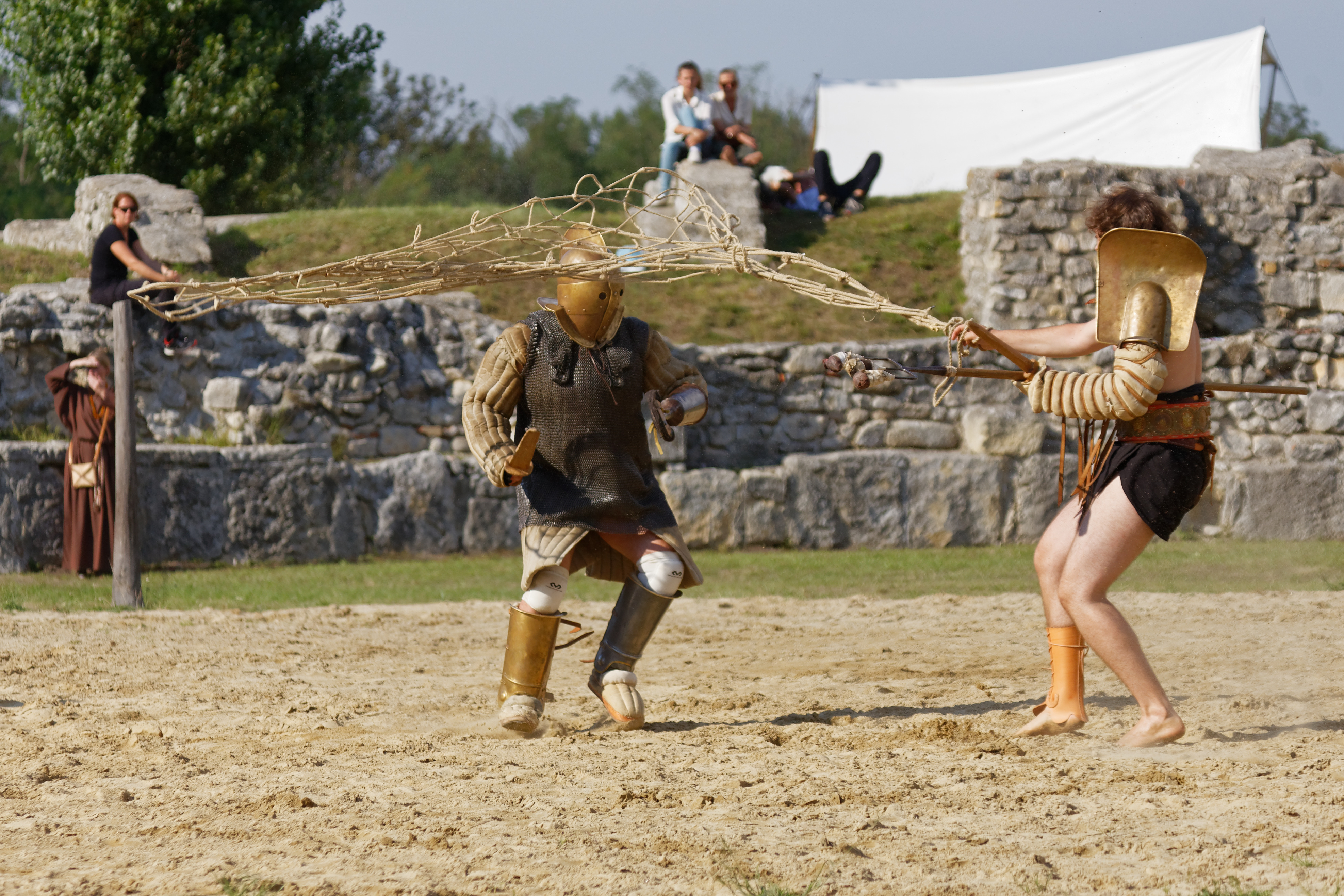
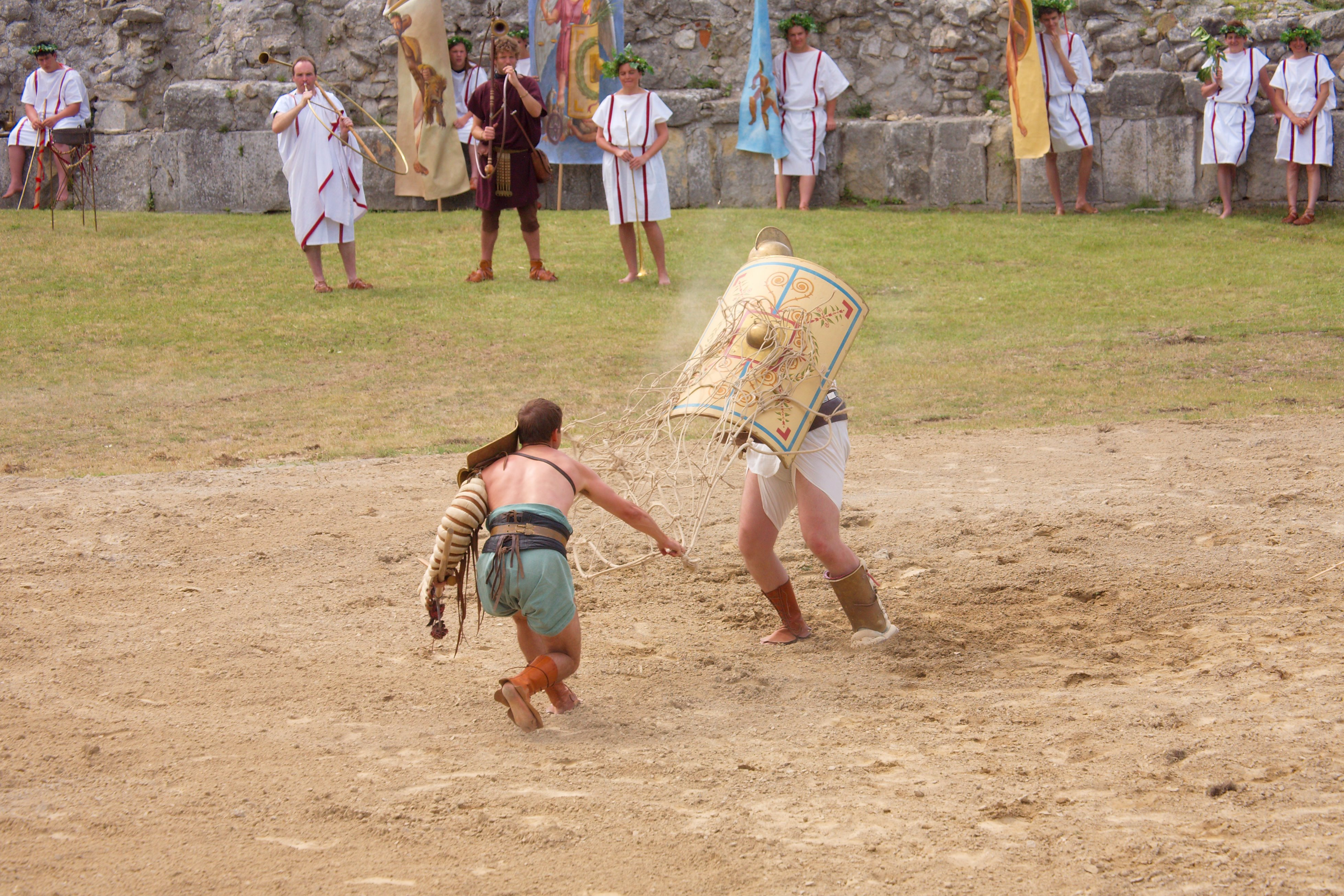
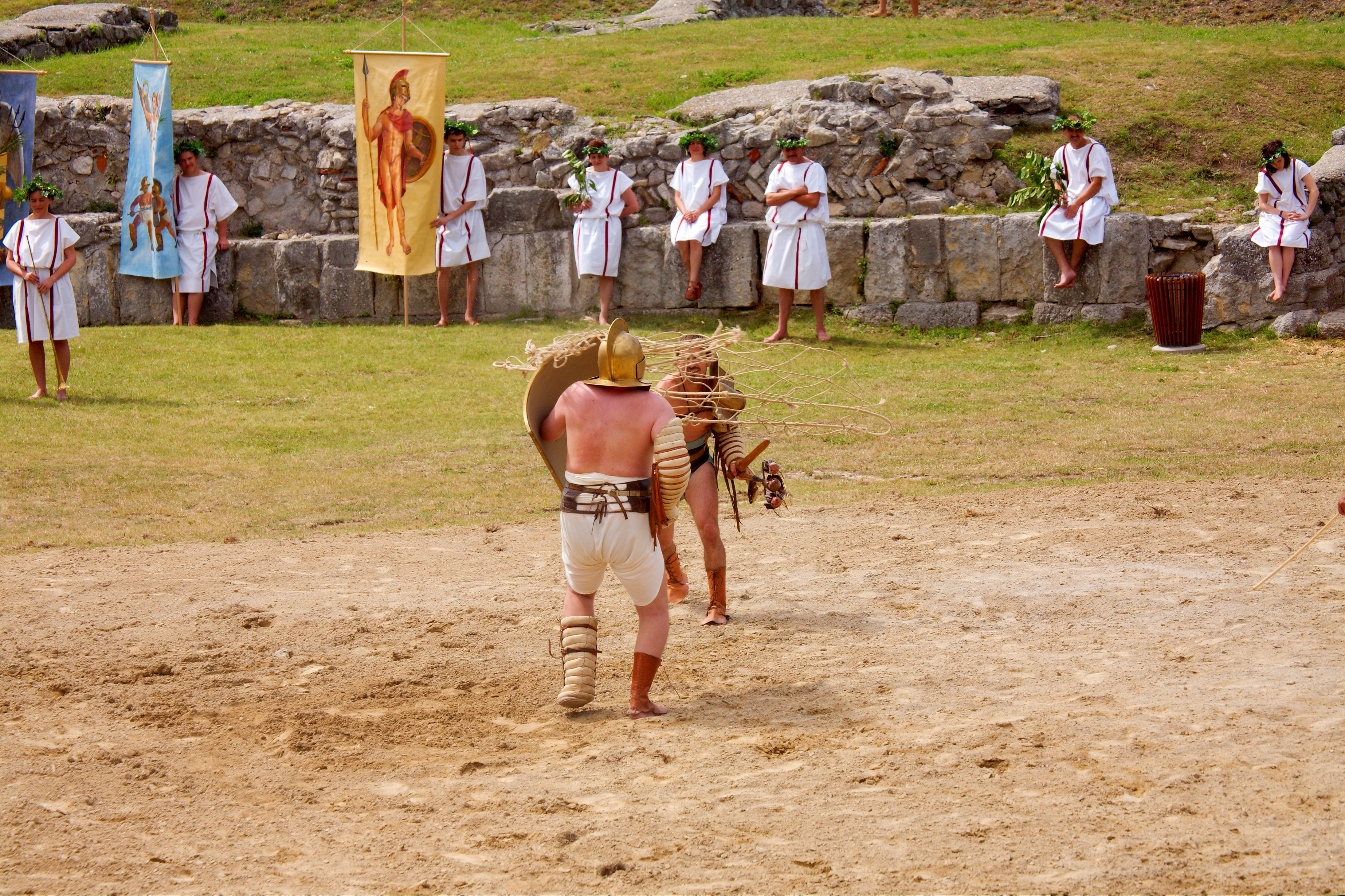
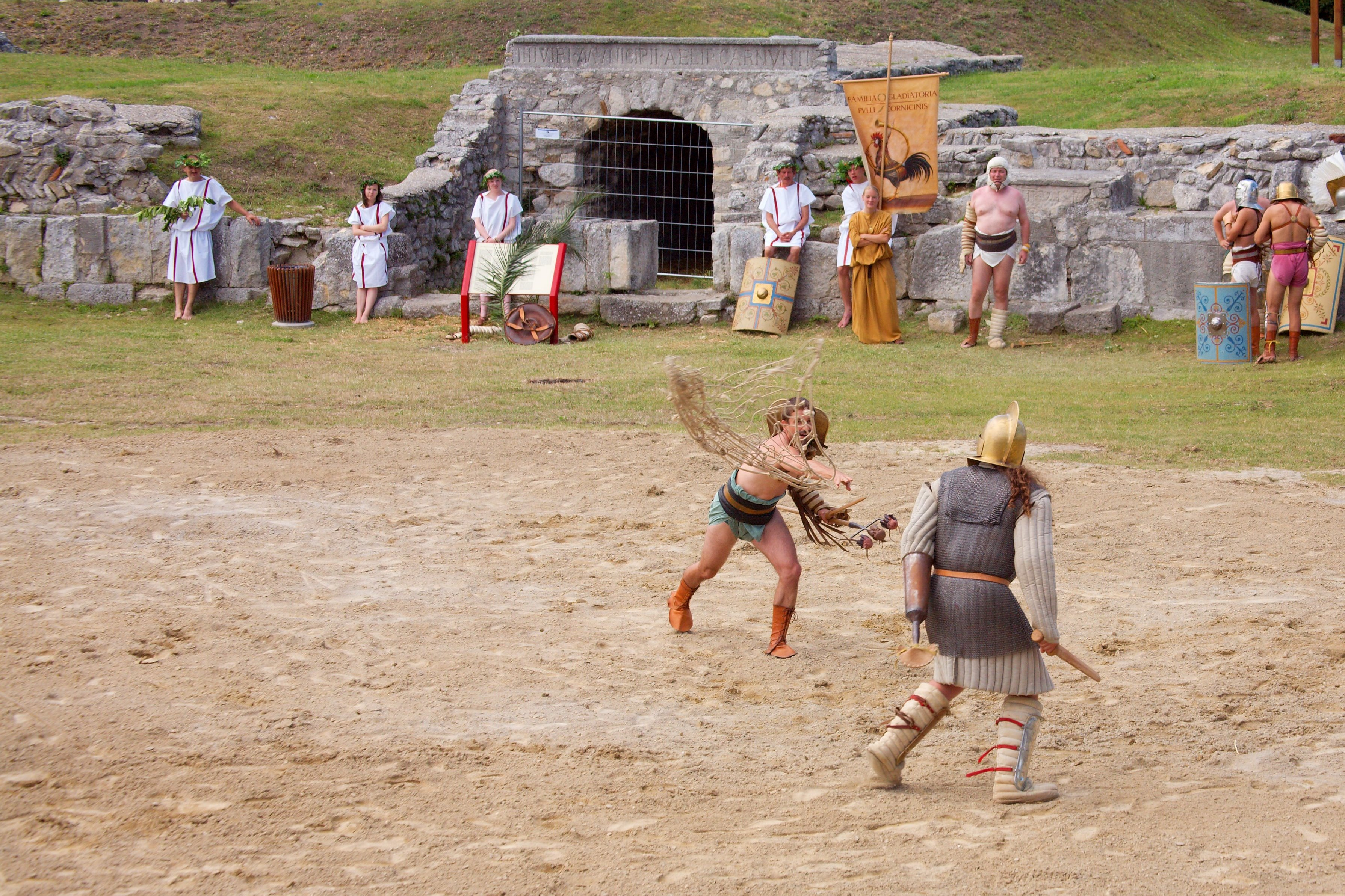
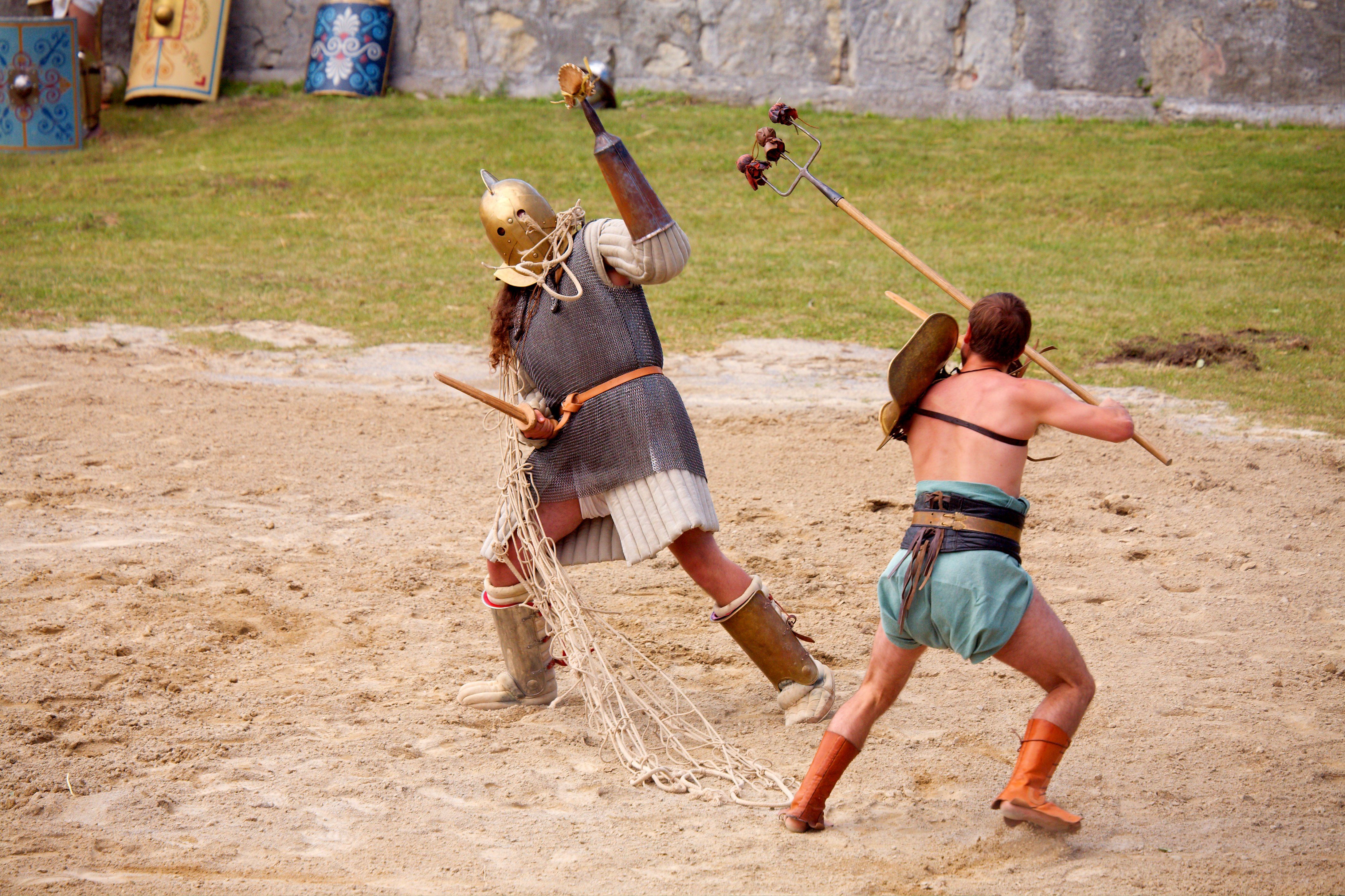
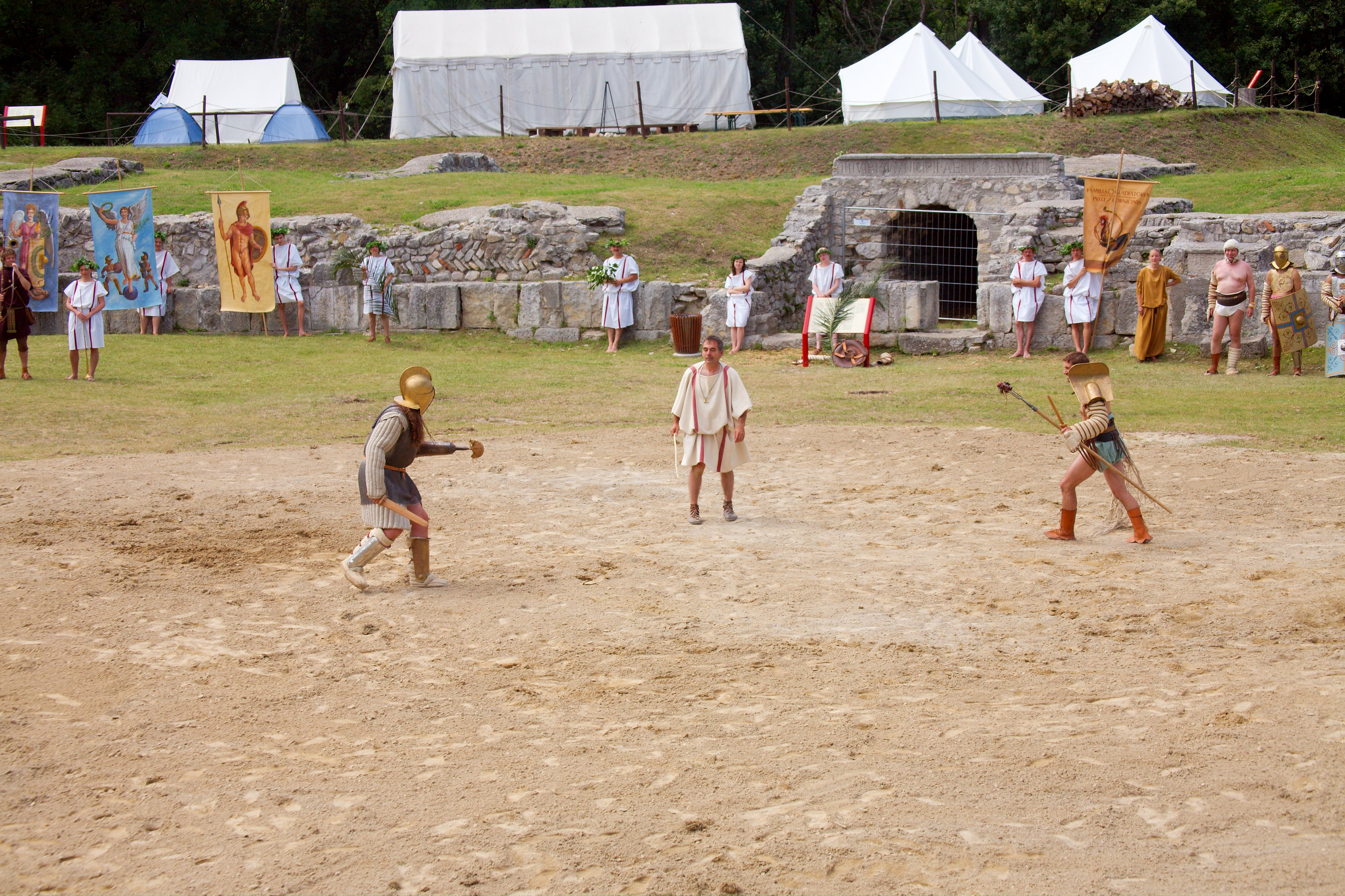
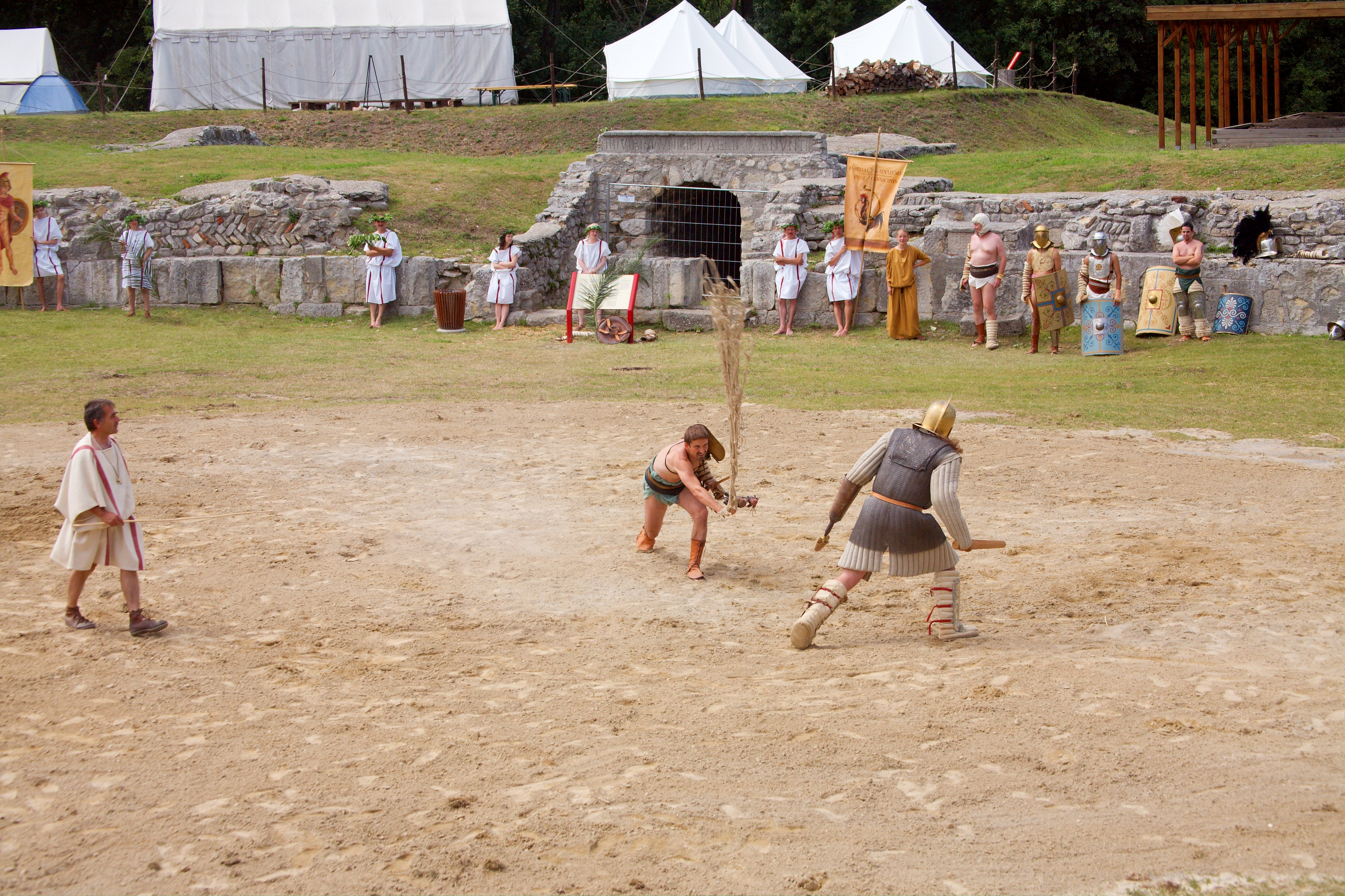
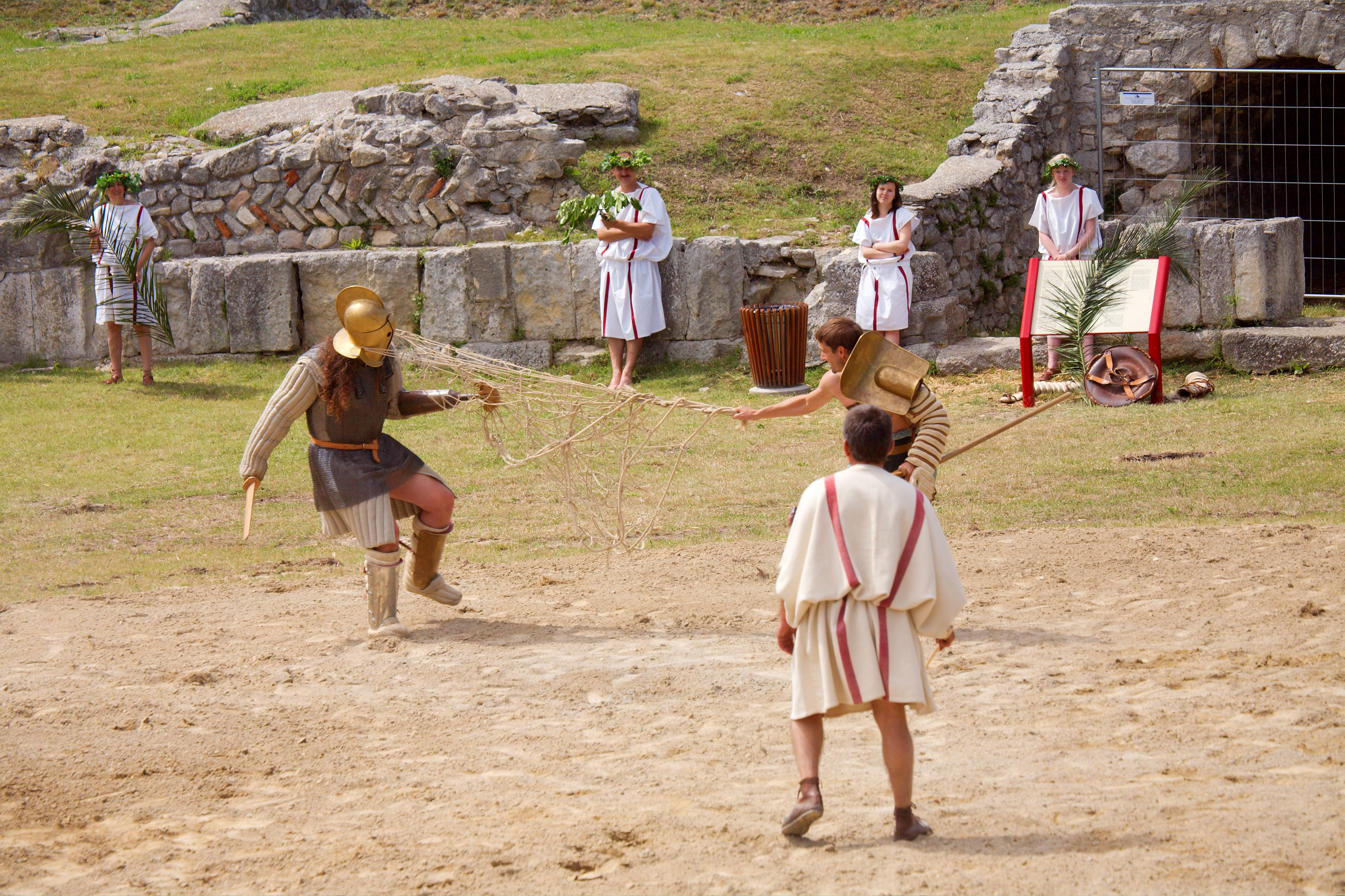